# ベリーズの世界遺産
ベリーズの世界遺産 （ベリーズのせかいいさん）はユネスコの世界遺産に登録されているベリーズ国内の文化・自然遺産。
※この項目はウィキプロジェクト 世界遺産に準じて作成されています

## 文化遺産
なし

## 自然遺産
- ベリーズ珊瑚礁保護区 - （1996年）

## 複合遺産
なし